# حساب‌سازی
حساب‌سازی یا حساب دروغین (به انگلیسی: False Accounting)، گونه‌ای کلاهبرداری و عمل ناشی از نادرستی و فریب که به منظور سوء‌استفاده خود یا دیگری یا به منظور ضرر رساندن به شخصی انجام گیرد و در نتیجه: حسابی، ثبتی یا سندی که به منظور حسابداری تهیه شده نابود، مخدوش، نهفته یا دستکاری شود یا در تهیه اطلاعات مورد نیاز، کسی از حسابی، ثبتی یا سندی استفاده کند که بداند در موردی گمراه کننده، تقلبی و فریبنده است.